# ТЕС Siderúrgica do Pecém
3°57′7″ пд. ш. 38°51′7″ зх. д. / 3.95194° пд. ш. 38.85194° зх. д.
ТЕС Siderúrgica do Pecém — теплова електростанція у бразильському штаті Сеара, яка належить до комплексу металургійного комбінату біля міста Печем.
В 2016-му в Печемі розпочав роботу металургійний комбінат, споруджений бразильською компанією Vale (50 %) разом з південнокорейськими Dongkuk (30 %) та Posco. 
Під час його роботи продукуються вторинні горючі гази — доменний, конвертерний, коксовий, які можуть бути використані в енергетичних цілях. Як наслідок, разом з комбінатом спорудили власну електростанцію, що має дві парові турбіни потужністю по 100 МВт. Відпрацьована ними пара використовується для технологічних потреб підприємства.
Крім того, встановлена додаткова турбіна потужністю 18 МВт, що використовує енергію відхідних газів доменної печі.
Видача продукції зовнішнім споживачам відбувається по ЛЕП, розрахованим на роботу під напругою 230 кВ, 138 кВ та 33 кВ.